# Hello Sandybell
Hello Sandybell (ハロー！サンディベル?, Haro! Sandiberu) è un anime prodotto dalla Toei Animation nel 1981. La serie è stata trasmessa in Giappone da TV Asahi.

## Trama
La storia è ambientata nei primi anni ottanta. Sandybell Christie è una ragazzina di circa dodici anni, che vive in un villaggio della Scozia. Sua madre è morta quando lei era molto piccola e da allora vive con il padre Lesley, il maestro di scuola del paese. La ragazza passa la sua vita tra la scuola ed il gioco, circondata da tanti bambini suoi amici, che vedono in lei una sorella maggiore e una piccola mamma.
Improvvisamente nel vicino castello fino ad allora disabitato, giunge la giovane contessa di Wellington che allaccia subito un rapporto amichevole e molto profondo con Sandybell. Il padre di Sandybell diceva spesso che i narcisi erano i fiori preferiti di sua madre e la ragazzina, quando la contessa le regala un bulbo di narciso, comincia a vedere in lei la mamma perduta e mai conosciuta.
E proprio quando Sandybell sta preparando con cura un giardino segreto dedicato alla madre con al centro il narciso, fa la conoscenza di un misterioso ragazzo che si fa chiamare "Il Principe del Giardino" e subito tra i due nasce una forte simpatia. In realtà il ragazzo non è altri che Mark, figlio della contessa e fidanzato di Kitty Shearer, una ragazza capricciosa e viziata, figlia di un ricco industriale.
Kitty, nonostante la giovane età di Sandybell, sente che il rapporto con Mark (decisamente problematico, visto che lui non vuole saperne di sposarsi con lei) potrebbe essere minacciato dalla ragazzina: da questo momento quindi Kitty ostacolerà e perseguiterà Sandybell in ogni modo.
Arriva l'inverno e Lesley, il padre di Sandybell, da tempo sofferente di cuore, si ammala gravemente. In punto di morte rivela alla ragazza una incredibile verità: lui in realtà non è suo padre e non ha mai conosciuto la sua vera madre. Sandybell era in fasce quando è stata salvata da Lesley durante un naufragio e l'unico ricordo di sua madre (probabilmente morta nel disastro) è un orecchino a forma di narciso che la bimba stringeva in mano. Lesley si fa promettere che dopo la sua morte Sandybell sarebbe andata a Londra da Roonwood, un giornalista suo grande amico, che l'avrebbe aiutata.
Anche la contessa di Wellington ed il marito muoiono in un incidente stradale e Mark, rimasto solo, per non essere costretto a sposarsi con Kitty, preferisce fuggire per inseguire la sua vera passione: la pittura. Lascia una lettera a Sandybell dove promette che sarebbe ritornato da lei non appena fosse diventato un grande pittore.
Ma Sandybell, morto il padre adottivo, è in partenza per Londra, a casa dell'amico del padre, direttore del "Roonwood News". L'uomo rimane sconvolto dalla notizia della morte dell'amico e accoglie con gioia la ragazza. La moglie Honor e la figlia Eva però non accettano questa intrusione nella loro vita: vedranno in Sandybell un peso per la famiglia e arrivano addirittura a sospettare che lei sia la figlia segreta dell'uomo. Da quel momento per la ragazza, trattata duramente come una serva da Honor e maltrattata da Eva, comincia una vita molto difficile: vorrebbe andarsene, ma ha promesso al padre che sarebbe rimasta a Londra ed intende mantenere la parola data. Lentamente, però, grazie al suo carattere solare e sincero, Sandybell si farà amare da tutta la famiglia e entrerà a farne parte a tutti gli effetti.
Deciderà a questo punto di iniziare a lavorare come reporter per il "Roonwood News", il giornale diretto da Roonwood e comincia a viaggiare in giro per l'Europa a caccia di notizie, a bordo di un camper appositamente attrezzato. Nel frattempo Kitty, che non ha rinunciato a ritrovare Mark, arriva a Londra alla ricerca del ragazzo fuggito. Scoprendo che Sandybell lavora come giornalista e sospettando che lei sia a conoscenza di dove si sia rifugiato Mark, Kitty si fa assumere come inviata speciale del "New London Press", per poter meglio seguire Sandybell.
Durante i loro viaggi a caccia di notizie, Sandybell e Kitty incontreranno Alec Peterson, un reporter free-lance non troppo benvoluto dai colleghi per il suo carattere cinico e suoi metodi non troppo corretti per procacciarsi le notizie. Inizialmente il ragazzo non sarà troppo ben visto da Sandybell e da Kitty, ma alla fine si rivelerà un grande e sincero amico delle due ragazze.
Sandybell, la sua antagonista Kitty ed Alec vivranno quindi numerose avventure incontrando e combattendo banditi, contrabbandieri e narcotrafficanti.
Kitty lentamente capisce che ciò che provava per Mark non era vero amore, e incoraggiata dal padre che non vuole saperne di avere un genero artista, incapace di gestire gli affari di famiglia, allaccerà una relazione sentimentale con Alec. Sandybell intanto, dopo molte ricerche, ritroverà la madre in un monastero in Corsica. La donna ha perduto la memoria dai giorni del naufragio, ma vedendo Sandybell si ricorderà improvvisamente di lei, e madre e figlia potranno finalmente riabbracciarsi. Nel frattempo Mark, diventato un grande pittore, ritornerà finalmente dalla sua amata Sandybell.

## Personaggi
Sandybell Christie
È una ragazzina con un carattere allegro e socievole, che la rende molto simpatica soprattutto ai bambini più piccoli. Dopo la morte del padre adottivo, si trasferirà a Londra e lavorerà come giornalista per il "Roonwood News" poi comincerà varie avventure che la porteranno a ritrovare la madre, il vero cognome di Sandybell è Lawrence.
Lesley Christie
È il padre adottivo di Sandybell. L'ha salvata dal naufragio di un traghetto quando era ancora in fasce e da quel momento l'ha allevata come una figlia. Con il suo amico Ronwood ha tentato di rintracciare i genitori della ragazza, ma senza risultato, prima di morire gli disse che non era il suo vero padre ma colui che l'aveva adottata e di andare a Londra
dove c'era il suo amico Ronwood che si sarebbe preso cura di lei al suo posto
Kitty Shearer
È una ragazza snob, figlia di un ricco industriale, che odia Sandybell, sua rivale in amore e che è alla perenne ricerca di Mark, fuggito per non essere costretto a sposarla. Alla fine ci sarà una relazione con Alec Peterson
Mark Branch Wellington
È destinato a sposare Kitty, ma si innamora di Sandybell. Intraprende un viaggio in giro per il mondo, sia per evitare il matrimonio con una ragazza che non ama, sia per inseguire il suo sogno di diventare pittore.
Alec Peterson
È un giornalista free-lance, apparentemente cinico e senza scrupoli, ma nasconde un triste segreto, ovvero che suo padre è morto per droga e che lui dedica la sua vita a combattere come giornalista il traffico internazionale di stupefacenti. Tra Alec e Kitty alla fine nascerà un rapporto sentimentale.
Edward Lawrence
È lo zio di Sandybell.
Linda Lawrence
È la vera madre di Sandybell che si rifugiò in Corsica dopo un naufragio di 16 anni prima.

## Sigle
Sigla iniziale giapponese
"Hello! Sandybell", testo di Noriko Miura, musica di Takeo Watanabe, arrangiamento di Joe Hisaishi è interpretata da Mitsuko Horie e The Champs
Sigla finale giapponese
"Shiroi Suisen", testo di Noriko Miura, musica di Takeo Watanabe, arrangiamento di Joe Hisaishi è interpretata da Mitsuko Horie e Koorogi '73
Sigla iniziale e finale italiana dell'edizione RAI del 1983
"Sandybell", testo di Maria Letizia Amoroso, musica di Corrado Castellari, arrangiamento di Maurizio Bassi è interpretato da Steffi e Le Mele Verdi
Sigla iniziale e finale italiana delle repliche su TMC
"La mia amica Sandy Bell", testo di Fabrizio Berlincioni, musica di Silvio Amato è interpretata da Luana Heredia dei Cartoon Kids.
Sigla iniziale e finale italiana dell'edizione Mediaset del 1998
"Hello Sandybell", testo di Alessandra Valeri Manera, musica di Max Longhi e Giorgio Vanni è interpretata da Cristina D'Avena.

## Le edizioni italiane
La serie ha avuto due edizioni con relativi doppiaggi. L'edizione Rai è stata trasmessa per la prima volta su Rai 1 con il titolo "Hello Sandybell" dal 6 dicembre 1983 al 27 marzo 1984 e replicata più volte nel corso degli anni '80 sia dalla Rai sia dalle emittenti locali. Nella seconda metà degli anni '90, questa stessa edizione è stata ritrasmessa su TMC con il titolo "La mia amica Sandy Bell".
Nel 1998 Mediaset ha ridoppiato la serie (creandone una seconda edizione) per poi ritrasmetterla su Italia 1. Il titolo dell'anime è stato riportato all'originale "Hello Sandybell", mentre i titoli degli episodi sono stati ritoccati. Questa stessa edizione è stata replicata alla fine del 2009 su Italia 1 in fascia mattutina e poi, dopo diversi anni di assenza, nel settembre del 2018, e di nuovo il mese successivo viene riproposta sempre su Italia 1, ma stavolta in collocazione notturna, con maratone di più episodi consecutivi.

### Doppiaggio
| Personaggio        | Doppiatore originale | Doppiatore italiano (1ª ed.) | Doppiatore italiano (2ª ed.)                                   |
| ------------------ | -------------------- | ---------------------------- | -------------------------------------------------------------- |
| Sandybell          | Yuriko Yamamoto      | Cinzia De Carolis            | Alessandra Karpoff                                             |
| Mark Wellington    | Kaneto Shiozawa      | Roberto Del Giudice          | Simone D'Andrea                                                |
| Kitty              | Mami Koyama          | Anita Bartolucci             | Emanuela Pacotto                                               |
| Charles            | Yoku Shioya          | Luca Dal Fabbro              | Patrizia Scianca (1ª voce) Nicola Bartolini Carrassi (2ª voce) |
| Eva                |                      | Laura Lenghi                 | Cinzia Massironi                                               |
| Edward             | Takashi Tanaka       | Dante Biagioni               | Alberto Sette                                                  |
| Sig.ra Wellington  | Ai Sakuma            | Sonia Scotti                 | Maddalena Vadacca                                              |
| Sig. Lozano        |                      | Dario Penne                  | Roberto Colombo                                                |
| Alec               | Katsuji Mori         | Gianni Marzocchi             | Fabrizio De Giovanni                                           |
| Maggie             |                      | Paola Del Bosco              | Federica Valenti                                               |
| Padre di Sandybell |                      | Sergio Tedesco               | Augusto Di Bono                                                |
| Madre di Sandybell |                      | Fiorella Betti               | Mariagrazia Errigo                                             |
| Voce narrante      | Minori Matsushima    |                              | Annamaria Mantovani                                            |

### Censura e tagli
Nonostante la serie di Hello Sandybell sia stata pensata principalmente per un pubblico infantile, in entrambe le edizioni italiane sono state apportate delle censure su alcuni dialoghi e alcune scene, ritenute poco adatte ai bambini per i loro contenuti.
Nella prima edizione italiana, trasmessa dalla Rai e dalle reti locali, vennero eliminate dalla programmazione tre episodi (32, 35, 45) dopo la prima trasmissione. Nell'episodio 32 ("Sotterranei galeotti"), Mark veniva rapito e picchiato da una banda di falsari; nel 35 ("Un misterioso appuntamento"), Sandybell incontra una donna che ha perso la figlia durante un naufragio; nel 45 ("Il salvataggio"), Sandybell incontra un marinaio alcolizzato che le racconta che, per salvare sua madre dai contrabbandieri, aveva accoltellato uno dei suoi compagni e aveva iniziato a bere per il rimorso.
In questa edizione, benché caratterizzata da un buon adattamento, alcune frasi vennero edulcorate. Ad esempio, nella versione originale dell'episodio 15 e nell'edizione Mediaset, la signora Ronwood chiede al marito se Sandybell è per caso una sua figlia illegittima, mentre nel primo doppiaggio italiano, gli chiede se non si è fatto troppo incantare dalla ragazzina.
Nella seconda edizione del 1998, trasmessa dalle reti Mediaset, venne eliminato dai dialoghi qualsiasi riferimento esplicito alla morte e vennero aggiunte rispetto all'originale maggiori battute alla voce narrante (la doppiatrice Annamaria Mantovani). In alcuni episodi, vennero tagliate delle scene ritenute troppo violente per un pubblico infantile.
Nell'episodio 35, venne tagliata la scena in cui Mark viene picchiato dai falsari; nell'episodio 39, venne applicato un fermo immagine nella scena in cui Sandybell tenta di soccorrere un informatore, colpito a morte da un killer della malavita francese, dalla bocca del quale scorre un rivolo di sangue e alcune battute vennero tagliate per accorciare la scena; nell'episodio 45, venne tagliata la scena in cui il marinaio, dopo aver ucciso il suo compagno, si lava le mani sporche di sangue.
Una brevissima censura comune ad entrambe le edizioni italiane riguarda una scena dell'episodio 25 ("Giornalista in missione"), dove Alec dà un poderoso schiaffo a Sandybell, che è stata tagliata sia nell'edizione Rai che in quella Mediaset.

## Episodi
| Nº | Titolo italiano Edizione RAI 1983 - Edizione Mediaset 1998 Giapponese 「Kanji」 - Rōmaji                                                             | In onda           | In onda          |
| Nº | Titolo italiano Edizione RAI 1983 - Edizione Mediaset 1998 Giapponese 「Kanji」 - Rōmaji                                                             | Giapponese        | Italiano         |
| 1  | Coraggio Sandybell - Sorridi Sandybell 「あの子は緑の風の中」 - ano ko ha midori no kaze no naka                                                     | 6 marzo 1981      | 6 dicembre 1983  |
| 2  | Il giardino segreto della mamma - Il giardino segreto 「ママの花園」 - mama no hanazono                                                              | 13 marzo 1981     | 9 dicembre 1983  |
| 3  | Piccola storia di un narciso bianco - Una promessa è una promessa 「白水仙の待つ丘」 - shirōzu sen no matsu oka                                      | 20 marzo 1981     | 13 dicembre 1983 |
| 4  | Il principe del giardino fiorito - Un incontro da favola 「花園のプリンス」 - hanazono no purinsu                                                    | 27 marzo 1981     | 15 dicembre 1983 |
| 5  | Prime emozioni - Il Principe del Giardino 「逃げ出したプリンス」 - nigedashi ta purinsu                                                              | 3 aprile 1981     | 16 dicembre 1983 |
| 6  | La vera essenza della pittura - Il ritratto 「ときめきのデートは水の中」 - tokimekino deto ha mizu no naka                                           | 10 aprile 1981    | 20 dicembre 1983 |
| 7  | Una vita per l'arte - Lezione di pittura 「スケッチ旅行の罠」 - sukecchi ryokō no wana                                                               | 17 aprile 1981    | 22 dicembre 1983 |
| 8  | Il compleanno di Mark - Festa di compleanno 「誕生パーティーの夜」 - tanjō patei no yoru                                                             | 1º maggio 1981    | 23 dicembre 1983 |
| 9  | Un triste destino in agguato - La brutta notizia 「別れは突然に」 - wakare ha totsuzen ni                                                            | 8 maggio 1981     | 27 dicembre 1983 |
| 10 | Mark, dove sei? - Il fidanzamento 「雨の夜の出来事」 - ame no yoru no dekigoto                                                                       | 15 maggio 1981    | 28 dicembre 1983 |
| 11 | Come fiori d'autunno - Un triste autunno 「秋風に揺れる花」 - akikaze ni yure ru hana                                                                | 29 maggio 1981    | 29 dicembre 1983 |
| 12 | Una persona fantastica - Il salvataggio 「激流に叫ぶ声」 - gekiryū ni sakebu koe                                                                     | 5 giugno 1981     | 3 gennaio 1984   |
| 13 | Addio, caro papà! - Un Natale difficile 「生命ひとつ雪の夜空に」 - seimei hitotsu yuki no yozora ni                                                  | 12 giugno 1981    | 4 gennaio 1984   |
| 14 | Addio alle Highlands - Addio, città natale 「さようなら森と湖の故郷」 - sayōnara mori to mizūmi no kokyō                                             | 19 giugno 1981    | 5 gennaio 1984   |
| 15 | La prima notte a Londra - L'arrivo a Londra 「ロンドンの第一夜」 - rondon no daiichi yoru                                                            | 26 giugno 1981    | 10 gennaio 1984  |
| 16 | Lacrime amare in soffitta - Lavori domestici 「つらい涙は屋根裏部屋で」 - tsurai namida ha yaneurabeya de                                            | 3 luglio 1981     | 11 gennaio 1984  |
| 17 | Genitori nella tempesta - Il mistero svelato 「荒海がのんだ両親の秘密」 - kō umi ganonda ryōshin no himitsu                                          | 10 luglio 1981    | 12 gennaio 1984  |
| 18 | Il quadro distrutto - Il ritratto strappato 「引き裂かれた思い出の絵」 - hikisaka reta omoide no e                                                   | 17 luglio 1981    | 17 gennaio 1984  |
| 19 | Un furto misterioso - Il furto al giornale 「活字をぬすんだ怪盗」 - katsuji wonusunda kaitō                                                          | 24 luglio 1981    | 18 gennaio 1984  |
| 20 | Ritorna il sereno - Una nuova sorella 「波間に消えた憎しみ」 - namima ni kie ta nikushimi                                                            | 31 luglio 1981    | 19 gennaio 1984  |
| 21 | Un anno dopo - Natale a casa 「再会の故郷に雪が降る」 - saikai no kokyō ni yuki ga furu                                                              | 7 agosto 1981     | 24 gennaio 1984  |
| 22 | Un amico fedele - Una doppia sorpresa 「犬が運んだマークの手紙」 - inu ga hakon da maku no tegami                                                    | 14 agosto 1981    | 25 gennaio 1984  |
| 23 | Un articoletto - Cercasi papà 「小さな記事の大きな波紋」 - chiisa na kiji no ooki na hamon                                                           | 21 agosto 1981    | 26 gennaio 1984  |
| 24 | Le ragazze se ne vanno di casa - I piccoli lasciano il nido 「巣立ち行く夏の娘たち」 - sudachi iku natsu no musume tachi                             | 28 agosto 1981    | 31 gennaio 1984  |
| 25 | In cammino, giornalista - Giornalista in missione 「レッツゴー!花の少女記者」 - rettsugo ! hana no shōjo kisha                                       | 4 settembre 1981  | 1º febbraio 1984 |
| 26 | Andate via api - In missione tra gli insetti 「ハチに追われて突撃取材」 - hachi ni owa rete totsugeki shuzai                                         | 11 settembre 1981 | 2 febbraio 1984  |
| 27 | Sandybell in prigione - Sandybell in prigione 「鉄格子の中の特ダネ記者」 - tetsugōshi no nakano toku dane kisha                                      | 18 settembre 1981 | 7 febbraio 1984  |
| 28 | L'identità segreta di papà - Identità rivelata 「うちあけられない父の正体」 - uchiakerarenai chichi no shōtai                                        | 2 ottobre 1981    | 8 febbraio 1984  |
| 29 | Il bambino rapito - Lieto fine 「港に捨てられた赤ちゃんのゆくえ」 - minato ni sute rareta akachan noyukue                                            | 9 ottobre 1981    | 9 febbraio 1984  |
| 30 | Una ragazza a Parigi - Aspirante stilista 「パリに生きる少女」 - pari ni iki ru shōjo                                                                | 16 ottobre 1981   | 14 febbraio 1984 |
| 31 | Le campane annunciano la fine del romanzo - Vacanze parigine 「ロマンスの終りを告げる鐘」 - romansu no owari wo tsuge ru kane                        | 23 ottobre 1981   | 15 febbraio 1984 |
| 32 | I sotterranei di Parigi sono un labirinto d'amore - Sotterranei galeotti 「パリの地下水道は愛の迷路」 - pari no chikasui michi ha ai no meiro        | 6 novembre 1981   | 16 febbraio 1984 |
| 33 | Il ritratto della contessa di Wellington - Un ritratto molto ambito 「マークを狙うシアラー家の陰謀」 - maku wo nerau shiara ie no inbō               | 13 novembre 1981  | 21 febbraio 1984 |
| 34 | Il fantasma di Marie - La figlia ritrovata 「ぶどう畑に帰って来た娘」 - budō hatake ni kaette kita musume                                            | 20 novembre 1981  | 22 febbraio 1984 |
| 35 | Finalmente poter dire mamma - Un misterioso appuntamento 「あの人をママと呼べなくても」 - ano nin wo mama to yobe nakutemo                           | 27 novembre 1981  | 23 febbraio 1984 |
| 36 | Colpo grosso ad Atene - Avventura tra i templi 「アテネへの危険な同乗者」 - atene heno kiken na dōjōsha                                              | 4 dicembre 1981   | 28 febbraio 1984 |
| 37 | Il dipinto della casa in riva al mare - Il talento rivelato 「舟小屋に残されたマークの絵」 - fune koya ni nokosa reta maku no e                      | 11 dicembre 1981  | 29 febbraio 1984 |
| 38 | Qualcuno ruba il furgone a Sandy - La testimone 「盗まれたサンディベル号」 - nusuma reta sandeiberu gō                                               | 18 dicembre 1981  | 1º marzo 1984    |
| 39 | In cerca della mamma - Il riscatto 「マルセイユの危険な母さがし」 - maruseiyu no kiken na kaasa gashi                                                | 25 dicembre 1981  | 6 marzo 1984     |
| 40 | Il grande capo si confessa - L'amara verità 「港のボスの意外な告白」 - minato no bosu no igai na kokuhaku                                            | 8 gennaio 1982    | 7 marzo 1984     |
| 41 | S.O.S. cucciolo cerca mamma - Il cucciolo smarrito 「拾われた子犬と脅迫状」 - hirowa reta koinu to kyōhakujō                                         | 5 gennaio 1982    | 8 marzo 1984     |
| 42 | Mark di fronte ad una decisione importante - Il quadro 「ピレネー山麓にゆれるマークの心」 - pirene sanroku niyureru maku no kokoro                   | 12 gennaio 1982   | 13 marzo 1984    |
| 43 | Mark fa un atto di coraggio - Una difficile situazione 「嵐の中に立つマークの決意」 - arashi no nakani tatsu maku no ketsui                          | 19 gennaio 1982   | 14 marzo 1984    |
| 44 | Ancora sulle tracce della mamma - Uno spiraglio di speranza 「再びつかんだ母のてがかり」 - futatabi tsukanda haha notegakari                         | 26 gennaio 1982   | 15 marzo 1984    |
| 45 | Roland svela un particolare prezioso - Il salvataggio 「母の手がかりを握る男」 - haha no tegakari wo nigiru otoko                                    | 2 febbraio 1982   | 21 marzo 1984    |
| 46 | Finalmente insieme, mamma - Riunione insperata 「今、めぐり逢えた母は」 - ima , meguri ae ta haha ha                                                 | 9 febbraio 1982   | 22 marzo 1984    |
| 47 | Ciao Sandybell, e che tu sia felice per sempre - Congratulazioni 「さようならサンディベル幸せを永遠に!」 - sayōnara sandeiberu shiawase wo eien ni ! | 16 febbraio 1982  | 27 marzo 1984    |